# Tesszaláció
A tesszaláció az a folyamat, amikor egy kétdimenziós síkon egy geometriai formát ismételnek átfedés és rések nélkül. A folyamatot magasabb dimenziókra is ki lehet terjeszteni (pl. tér hézagmentes kitöltése). A tesszaláció megfigyelhető az ókori építészettől a modern művészetekig és a természetben is. Egy építészeti példa a granadai Alhambra tetőcserepei, mely a neves művészt, M. C. Eschert is inspirálta. A természetben a méhsejt felépítése is tesszaláció.

## Története
1618-ban Johannes Kepler dokumentálta először a tesszalációt. 1891-ben Jevgraf Fjodorov orosz krisztallográfus megfigyelései indították el a tesszaláció matematikai tanulmányozását. A számítógépes grafika gyakran használja a tesszalációs technikát téglalap alakú szerkezetek összeállítására. 3D testek analízise gyakran elég komplikált feladat. Ezért tesszalációs módszerekkel, kis hálózatokra való bontással közelítik. Ez a módszer felhasználható a végeselemes módszer alkalmazására is. Geodézikus kupoláknál is gyakran használják a tesszalációt. Erre példa a Walt Disney Világban a Föld-űrhajó-modell.

## Tapétacsoportok
A transzlációs szimmetriákat a tapétacsoportokkal kategorizálják, melyekből 17-et tartanak nyilván. Mind a 17 csoporttag látható a Alhambra-palotában (Granada, Spanyolország). A tesszalációs mintákra is érvényes a négyszín-tétel. A tétel szerint minden mintát ki lehet úgy színezni legfeljebb négy szín felhasználásával, hogy ne legyen két azonos színű szomszédos terület.

## Szabályos és nem szabályos tesszalációk
A szabályos tesszalációk teljesen szimmetrikusak, melyek egybevágó sokszögekből épülnek fel. Csupán háromféle szabályos tesszaláció létezik: egyenlő oldalú háromszögek, négyzetek és szabályos hatszögek. A félig szabályos tesszalációk a szabályos sokszögek variációit használják. Más tesszalációk is ismertek, mint szabályos–nem szabályos, szimmetrikus–aszimmetrikus, fraktál- és egyéb változtatok.
A leghíresebb aperiodikus tesszaláció, a Penrose-féle csempézés két különböző sokszöget használ. A Penrose-féle csempézés az aperiodikus mintaosztályhoz tartozik, mely önismétléssel képződik, rekurziót használva.
A monohedrális mintázat jellemzője, hogy minden minta egybevágó. Létezik spirális monohedrális mintázat, melynek alapeleme egy nemkonvex kilencszög.
Vegyes mintára példa a marrákesi mintázat.

### Háromdimenziós testek felszínén
Tesszaláció elvégezhető tórusz és gömb felületén is.

## Tesszaláció a természetben
- Bazaltmintázat Észak-Írországban.
- Tasmaniában látható egy üledékes sziklákból kialakult tesszalációs minta, mely úgy néz ki, mintha emberek alkották volna.
- A botanikában számos példa található a tesszalációra: virágok, gyümölcsök, levelek stb. Az őszi kikerics ennek egyik szép példája.

## Galéria
- Járda-kövezetminta, tesszaláció, Zakopane
- Méhkas, tesszaláció
- Téglaminta, tesszaláció
- Kairó pentagonális minta, tesszaláció
- Föld-űrhajó-modell
- Őszi kikerics
- Eróziós minta, Tanzánia
- Bazaltminta, Észak-Írország
- Penrose-féle mintázat